# Aleksino (rejon diedowiczski)
Aleksino (ros. Алексино) – wieś (ros. деревня, trb. dieriewnia) w zachodniej Rosji, w wołoscie Szełonskaja (osiedle wiejskie) rejonu diedowiczskiego w obwodzie pskowskim.

## Geografia
Miejscowość położona jest nad rzeką Uszenka przy jej ujściu do Bołotinki, 33 km od centrum administracyjnego osiedla wiejskiego (Dubiszno), 33 km od centrum administracyjnego rejonu (Diedowiczi), 133 km od stolicy obwodu (Psków).

## Demografia
W 2010 r. miejscowość nie posiadała mieszkańców.